# Aedes lilii
Aedes lilii är en tvåvingeart som beskrevs av Theobald 1910. Aedes lilii ingår i släktet Aedes och familjen stickmyggor.
Artens utbredningsområde är Sudan. Inga underarter finns listade i Catalogue of Life.